# Cláudio Hummes

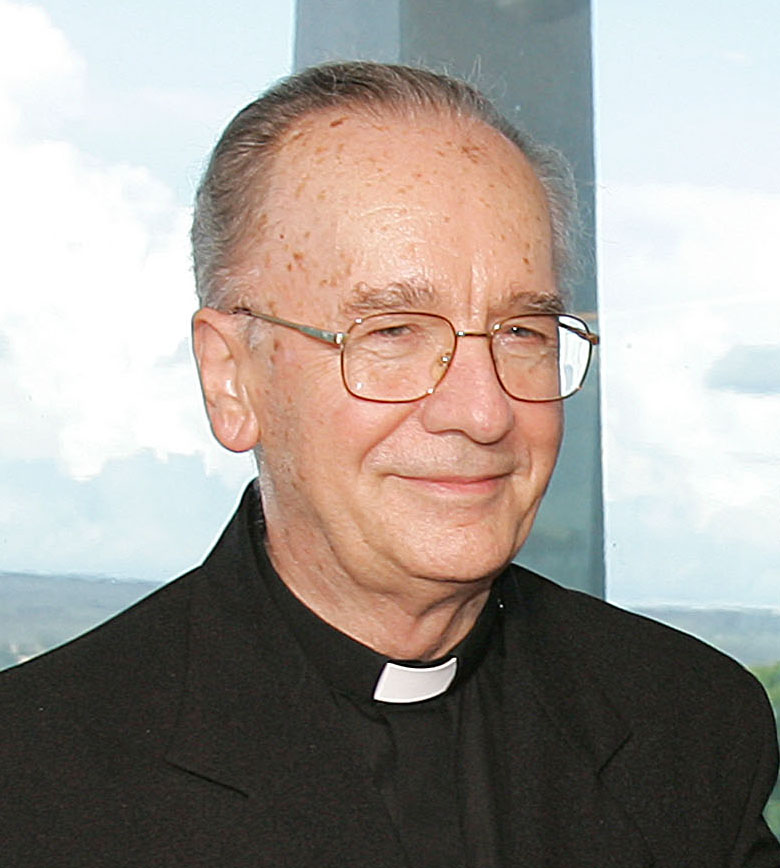
Cláudio Kardinal Hummes (2006)

Wappen von Cláudio Kardinal Hummes

Cláudio Kardinal Hummes OFM (* 8. August 1934 als Auri Afonso Hummes in Montenegro, Rio Grande do Sul; † 4. Juli 2022 in São Paulo) war ein brasilianischer Ordensgeistlicher und Kurienkardinal der römisch-katholischen Kirche. Der Franziskanerpriester war von 1998 bis 2006 Erzbischof von São Paulo und anschließend bis 2010 Kardinalpräfekt der Kongregation für den Klerus.

## Familie
Cláudio Hummes wurde am 8. August 1934 im südbrasilianischen Montenegro als eines von zwölf Kindern des Landwirtes Pedro Adão Hummes und seiner Frau Maria Frank Hummes geboren und wuchs mit Taufnamen Auri Afonso in der von deutschen Einwanderern geprägten Gemeinde Salvador do Sul im brasilianischen Bundesstaat Rio Grande do Sul auf.
Hummes war Nachfahre des aus Buch im Hunsrück stammenden Deutschen Johann Josef Hummes, der 1857 mit seiner Familie nach Brasilien auswanderte und sich dort als Kolonist niederließ.

## Leben
Cláudio Hummes verbrachte seine Schulzeit im Jesuitenkolleg „Colégio Santo Inácio“ von Salvador do Sul, trat 1952 in den Franziskanerorden ein und erhielt den Ordensnamen Cláudio. Er studierte Philosophie am Seminário Seráfico São Francisco in Taquari sowie im franziskanischen Convento São Boaventura, Daltro Filho, Garibaldi in Rio Grande do Sul, und Theologie im franziskanischen Konvent in Divinópolis. 1953 schloss er ein philosophisches Doktoratsstudium an der Päpstlichen Universität Antonianum, der Hochschule der Franziskaner in Rom, mit der Dissertation über Maurice Blondel ab (portugiesisch Renovação das provas tradicionais da existência de Deus por Maurice Blondel em l’Action [1893]).
Am 3. August 1958 empfing Hummes in Divinópolis durch den Koadjutorerzbischof von Belo Horizonte, João Resende Costa, die Priesterweihe. Es folgten von 1959 bis 1963 weitere Studien, unter anderem 1968 ein einjähriger Studienkurs in Ökumene am Ökumenischen Institut Bossey in Genf. Von 1965 bis 1968 war er Berater der Brasilianischen Bischofskonferenz (CNBB) für Fragen der Ökumene.
Hummes war von 1963 bis 1968 Professor für Philosophie am Franziskanerseminar in Garibaldi. Von 1969 bis 1972 war er Professor und Rektor der Philosophischen Fakultät von Viamão (RS) und an der Päpstlichen Hochschule von Porto Alegre. Darüber hinaus nahm er wiederholt Leitungsaufgaben im Franziskanerorden wahr und war von 1972 bis 1975 Provinzoberer der Franziskaner von Rio Grande do Sul sowie Präsident des Lateinamerikanischen Rates der Franziskaner.
Am 22. März 1975 ernannte ihn Papst Paul VI. zum Titularbischof von Carcabia und zum Koadjutorbischof von Santo André. Der Erzbischof von Fortaleza, Aloísio Lorscheider OFM, spendete ihm am 25. Mai desselben Jahres in der Kathedrale der Mutter Gottes in Porto Alegre die Bischofsweihe. Mitkonsekratoren waren die Weihbischöfe Mauro Morelli aus São Paulo und Urbano José Allgayer aus Porto Alegre. Sein bischöflicher Wahlspruch lautet “Omnes vos fratres” (Mt 23,8 , deutsch: „Ihr [seid] alle Geschwister; portugiesisch: Vós [sois] todos Irmãos“).
Mit dem Rücktritt Jorge Marcos de Oliveiras am 29. Dezember 1975 folgte er diesem als Bischof von Santo André nach. Ab der Zeit seiner Bischofsernennung engagierte sich Hummes stärker gegen die Militärdiktatur. Er half bei der Organisation der Metallarbeitergewerkschaften und unterstützte ihre Streiks. Hummes öffnete auch die Türen der Kirchen für die geheimen Versammlungen der Gewerkschafter, versteckte verfolgte Gewerkschaftsführer vor der Militärdiktatur (1964–1985) und bewahrte unter anderem den Gewerkschaftsführer und späteren brasilianischen Staatspräsidenten Luiz Inácio Lula da Silva vor polizeilichem Zugriff. Hummes lehnte die Theologie der Befreiung ab und war ein Vertreter der Armen und der Menschenrechte.
Am 29. Mai 1996 wurde er von Papst Johannes Paul II. zum Erzbischof von Fortaleza berufen. Er war 1997 einer der führenden Organisatoren des Welttreffens der Familien in Rio de Janeiro, Brasilien. Ebenso war er 1997 Teilnehmer der Sonderversammlung der Bischofssynode für Amerika im Vatikan. Am 15. April 1998 erfolgte durch Papst Johannes Paul II. die Ernennung zum Erzbischof von São Paulo, einem Bistum mit sechs Millionen Katholiken und eines der größten Bistümer der Welt. Hummes war bereits 1980 Teilnehmer an der Fünften Ordentlichen Versammlung der Bischofssynode im Vatikan und 1992 der Vierten Generalkonferenz des lateinamerikanischen Episkopats in Santo Domingo, Dominikanische Republik. 1998 wurde er zudem Großkanzler der Pontifícia Universidade Católica de São Paulo.
Papst Johannes Paul II. nahm ihn am 21. Februar 2001 als Kardinalpriester mit der Titelkirche Sant’Antonio da Padova in Via Merulana in das Kardinalskollegium auf.
Im Jahre 2000 half Hummes mit, den Franziskaner und Befreiungstheologen Paulo Suess von seinem Lehrstuhl in São Paulo zu entfernen. Als Zeichen für Pluralismus in der Kirche sah Hummes im Januar 2002 die kanonische Aussöhnung des Lefebvre-Anhängers Licínio Rangel und dessen Ernennung zum Apostolischen Verwalter einer direkt Rom unterstellten Personaldiözese und zum Chef der von Rangel gegründeten Bruderschaft des heiligen Johannes Maria Vianney.
2002 hielt er die Predigt bei den Exerzitien zur Fastenzeit im Vatikan für den Papst und die römische Kurie. 2004 wurde er Mitglied des Kardinalsrates für die Untersuchung der organisatorischen und wirtschaftlichen Probleme des Heiligen Stuhls. Hummes nahm am Konklave 2005 teil und galt bis zur Wahl Benedikts XVI. in der Öffentlichkeit als papabile.
Papst Benedikt XVI. ernannte Cláudio Hummes am 31. Oktober 2006 zum Kardinalpräfekten der Kongregation für den Klerus. Im selben Jahr überraschte Hummes mit einer Aussage zum Zölibat, in der er bestätigte, dass die Ehelosigkeit der Priester kein Dogma, sondern lediglich eine disziplinarische Norm ist. Am 7. Oktober 2010 nahm Benedikt XVI. sein aus Altersgründen vorgebrachtes Rücktrittsgesuch an.
Kardinal Hummes nahm am Konklave 2013 teil, in dem Papst Franziskus gewählt wurde. Hummes saß in der Sixtinischen Kapelle neben seinem später gewählten Amtsbruder aus Buenos Aires, Kardinal Jorge Mario Bergoglio. Laut Aussage von Papst Franziskus war es Hummes, der ihn zur Wahl seines Papstnamens inspiriert hat, als er ihn daran erinnerte, die Armen nicht zu vergessen. Am Abend des 13. März 2013, nach dem Ende des Konklaves, trat Hummes gemeinsam mit dem soeben zum Papst gewählten Jorge Mario Bergoglio und dem Kardinalvikar des Bistums Rom, Agostino Vallini, auf den mittleren Balkon des Petersdoms vor die Öffentlichkeit.
2014 wurde er als Mitglied der Päpstlichen Kommission für Lateinamerika bestätigt. Am 11. Juni 2016 ernannte ihn Franziskus zu seinem Gesandten beim Eucharistischen Kongress in Brasilien, der vom 15. bis 21. August desselben Jahres stattfand. Er war Generalrelator der für vom 6. bis 27. Oktober 2019 durchgeführten Bischofssynode, einer Sonderversammlung zum Thema „Amazonien – neue Wege für die Kirche und eine ganzheitliche Ökologie“.
Hummes verlor das Recht, an einem Konklave teilzunehmen, als er am 8. August 2014 achtzig Jahre alt wurde. Er war weiterhin Delegierter für Amazonia der Bischofskonferenz von Brasilien. 2018 ernannte ihn der Papst zum Mitglied des vorsynodalen Rates, der mit dem Generalsekretariat der Bischofssynode bei der Vorbereitung dieser Versammlung zusammenarbeiten wird. 2019 ernannte ihn der Papst zum Generalreferenten der Sonderversammlung der Bischofssynode für die Region Panamazonien, die 2019 im Vatikan geplant war. 2019 wurde er zum Mitglied des Sonderrates der Sonderversammlung der Bischofssynode für die panamazonische Region gewählt. 2020 wurde er zum Präsidenten der neu gegründeten Kirchlichen Konferenz des Amazonasgebietes gewählt. 2020 beschloss Hummes, sein Amt als Präsident des Red Eclesial Panamazónica (REPAM), das er seit 2014 innehatte, niederzulegen. Sein Nachfolger wurde Kardinal Pedro Ricardo Barreto Jimeno SJ, Erzbischof von Huancayo in Peru. 2022 trat er aus gesundheitlichen Gründen von der Präsidentschaft der Conferencia Eclesial de la Amazonía (CEAMA) zurück, auch hier übernahm Nachfolger Pedro Barreto das Amt.
Hummes lebte in São Paulo und sprach neben seiner Muttersprache Portugiesisch auch Spanisch, Deutsch und Italienisch. Er wurde mehrfach ausgezeichnet, darunter 2021 mit der Ehrendoktorwürde der Universität von Rosario, Argentinien.
Er starb nach langer Krankheit am 4. Juli 2022 im Alter von 87 Jahren.

## Mitgliedschaften in Kongregationen und Räten der Kurie
- Kongregation für die Glaubenslehre (2002–2014)[14]
- Kongregation für den Gottesdienst und die Sakramentenordnung (2001–2014)[15]
- Kongregation für die Bischöfe (2002–2014)[16]
- Kongregation für das Katholische Bildungswesen[17]
- Kongregation für die Evangelisierung der Völker (2009–2014)[18]
- Päpstlicher Rat für die Laien (2002–2014)[19]
- Päpstlicher Rat für die Familie (2001–2014)[20]
- Päpstlicher Rat „Cor Unum“ (ab 2000[21], bestätigt 2001[20], bis 2014)
- Päpstlicher Rat für den Interreligiösen Dialog (2001–2014)[20]
- Päpstlicher Rat für die Kultur (2001–2014)[20]
- Päpstliche Kommission für Lateinamerika (ab 2001[20], bestätigt 2011[22] und 2014[23], bis 2014)

## Schriften
- Papa Francisco e Apostolo Paulo. Lâmpadas no Caminho (Em Portuguese do Brasil), Paulus Editora 2000, ISBN 978-85-349-4172-3.
- Prêtre aujourd’hui. Relecture et fruits de l’année sacerdotale. In: Pierre de Cointet und andere: Sacerdoce et sainteté (= Revue Carmel, Heft 136). Carmel, Paris 2010, ISBN 978-2-84713-140-6, S. 20–39.
- Il Sinodo per l’Amazzonia. Nuovi cammini per la Chiesa e per una ecologia integrale, San Paolo Edizioni 2019, ISBN 978-88-922-1918-2.

Kindle
- Nossa Senhora Aparecida e o Papa Francisco, Planeta 2017
- Grandes metas do Papa Francisco, Paulus Editora 2017
- O Sínodo para a Amazônia (Comunidade e missão), Paulus Editora 2019